# Hieracium prolatescens
Hieracium prolatescens là một loài thực vật có hoa trong họ Cúc. Loài này được Johanss. & Sam. mô tả khoa học đầu tiên năm 1924.